# Vol orbital

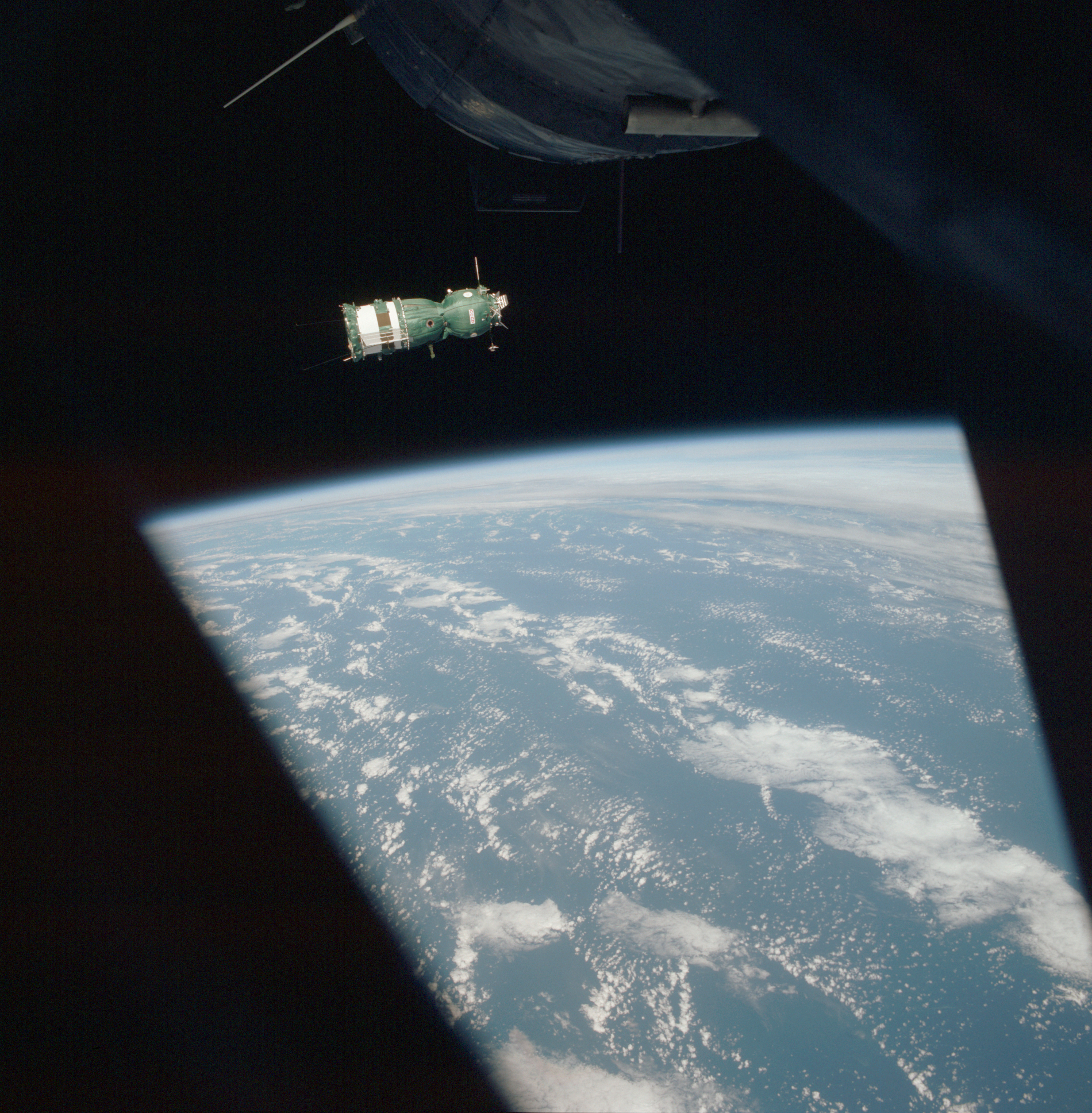
Soyouz en vol orbital lors de la Apollo-Soyouz en 1975.

Un vol orbital est un vol spatial où l'engin est placé en orbite autour d'un astre, ce qui signifie qu'il décrit une trajectoire circulaire autour de celui-ci sous l'effet de la gravitation.

## Généralité
Pour mettre en orbite un satellite, il faut lui faire atteindre une vitesse et une altitude suffisante. Pour atteindre une orbite terrestre basse, le satellite doit atteindre la première vitesse cosmique qui représente la vitesse de satellisation minimale autour de la Terre. Cette vitesse est la vitesse minimale qu'il faut théoriquement communiquer à un corps, au départ de la Terre, pour le satelliser autour d’elle en orbite basse. Elle est de 7,9 kilomètres par seconde, soit 28 500 kilomètres par heure.
Une orbite terrestre basse est définie par une altitude comprise entre 160 et 2 000 km. En pratique, les satellites sont placés en orbite à une altitude supérieure à 300 km. À une altitude plus basse, le frottement de l'air entrainerait un freinage atmosphérique qui empêcherait le satellite de garder une vitesse constante.